# Armored Core V
Armored Core V est un jeu vidéo de combat de mechas développé par FromSoftware et édité par Bandai Namco Entertainment, sorti en janvier 2012 sur PlayStation 3 et Xbox 360.
Les serveurs du jeu sont fermés le 20 mars 2014.

## Accueil
Armored Core V reçoit un accueil critique « mitigé », obtenant sur l'agrégateur Metacritic 65/100 pour la version PlayStation 3 et 68/100 pour la version Xbox 360.